# Begonia sect. Platycentrum
Begonia sect. Platycentrum  es una sección del género Begonia, perteneciente a la familia de las begoniáceas, a la cual pertenecen las siguientes especies:

## Especies
| - Begonia abdullahpieei - Begonia adenostegia - Begonia aenea - Begonia aequilateralis - Begonia algaia - Begonia alpina - Begonia amabilis - Begonia annulata - Begonia areolata - Begonia argentea - Begonia augustinei - Begonia austrotaiwanensis - Begonia baviensis - Begonia beccariana - Begonia beddomei - Begonia bouffordii - Begonia brevisetulosa - Begonia cathayana - Begonia cathcartii - Begonia chishuiensis - Begonia chitoensis - Begonia chuniana - Begonia circumlobata - Begonia coptidifolia - Begonia crocea - Begonia cucurbitifolia - Begonia daweishanensis - Begonia decora - Begonia deliciosa - Begonia diadema - Begonia dielsiana - Begonia digyna - Begonia discrepans - Begonia dryadis - Begonia duclouxii - Begonia dux - Begonia edulis - Begonia emeiensis - Begonia erosa - Begonia flaviflora - Begonia formosana | - Begonia forrestii - Begonia foveolata - Begonia fraseri - Begonia gagnepainiana - Begonia glandulosa - Begonia goniotis - Begonia gungshanensis - Begonia hatacoa - Begonia hekouensis - Begonia hemsleyana - Begonia hongkongensis - Begonia houttuynioides - Begonia howii - Begonia iridescens - Begonia klossii - Begonia koksunii - Begonia kouy-tcheouensis - Begonia lacerata - Begonia laminariae - Begonia langbianensis - Begonia limprichtii - Begonia lipingensis - Begonia littleri - Begonia longanensis - Begonia longialata - Begonia longicaulis - Begonia longiciliata - Begonia longipedunculata - Begonia lowiana - Begonia macrotoma - Begonia maguanensis - Begonia manhaoensis - Begonia maxwelliana - Begonia megalophyllaria - Begonia megaptera - Begonia mengtzeana - Begonia nantoensis - Begonia obversa - Begonia oreodoxa - Begonia palmata | - Begonia paucilobata - Begonia paupercula - Begonia pavonina - Begonia pedatifida - Begonia perakensis - Begonia poecila - Begonia polytricha - Begonia prolixa - Begonia psilophylla - Begonia purpureofolia - Begonia reflexisquamosa - Begonia repenticaulis - Begonia rex - Begonia rheifolia - Begonia rhoephila - Begonia robinsonii - Begonia rockii - Begonia rubropunctata - Begonia sandalifolia - Begonia scitifolia - Begonia scortechinii - Begonia siamensis - Begonia sikkimensis - Begonia sizemoreae - Begonia smithiae - Begonia smithiana - Begonia subhowii - Begonia tampinica - Begonia teysmanniana - Begonia thomsonii - Begonia tiomanensis - Begonia truncatiloba - Begonia tsoongii - Begonia venusta - Begonia versicolor - Begonia villifolia - Begonia xanthina - Begonia yingjiangensis - Begonia × clementinae - Begonia × lesoudsii |